# Francis Minah
Francis Misheck Minah (Pujehun, 19 de agosto de 1929 - 1989) foi um estadista, advogado e político de Serra Leoa que serviu como primeiro vice-presidente de seu país de 1985 a 1987, sob o presidente Siaka Stevens, de quem era primo. De etnia mende e nascido no distrito de Pujehun, ele se tornou membro da Câmara dos Representantes em 1967. Ele já havia servido como Ministro dos Negócios Estrangeiros, Ministro da Saúde, Ministro do Comércio e Indústria e Procurador-Geral e Ministro da Justiça.
Em 1987, ele foi falsamente acusado pelo Inspetor Geral Bambay Kamara de conspirar um golpe contra o presidente Joseph Saidu Momoh, o que culminou na sua execução por enforcamento em 1989, sob a acusação de traição.